# Schluisee (Wörthsee)
Schluisee ist ein Gemeindeteil von Wörthsee im oberbayrischen Landkreis Starnberg, die ab 1949 nach dem Krieg als Splittersiedlung errichtet wurde.
Der Ort liegt am Südende des Schluifelder Moos und zwischen den Gemeindeteilen Waldbrunn und Walchstadt. Ab 1949 bauten dort fünf Familien eine Splittersiedlung.